# Lhbt-rechten op Aruba
Lesbische, homoseksuele, biseksuele en transgender (lhbt-) personen op Aruba kunnen te maken krijgen met rechtelijke problemen waar niet-lhbt-inwoners niet mee te maken krijgen. Homoseksuele activiteit is legaal op Aruba, maar personen van hetzelfde geslacht met de Nederlandse nationaliteit moeten naar Nederlands grondgebied afreizen om te kunnen trouwen. Stellen van hetzelfde geslacht genieten niet de onvoorwaardelijke rechtelijke bescherming die hoort bij de echtverbintenis. Sinds oktober 2016 is geregistreerd partnerschap toegankelijk voor homoseksuele en lesbische stellen.

## Wetten met betrekking tot homoseksuele activiteit
Homoseksuele en lesbische seksuele activiteit is legaal op Aruba.

## Erkenning van homoseksuele relaties
Aruba is onderdeel van het Koninkrijk der Nederlanden en is hierdoor verplicht in Nederland geregistreerde huwelijken te erkennen, zowel tussen hetero- als homoseksuele stellen. Aanvankelijk erkende de Arubaanse regering homoseksuele huwelijken niet. Dit veranderde toen een lesbisch stel, dat in Nederland getrouwd was, naar het eiland verhuisde en zij de beslissing om hun huwelijk niet te erkennen aanvochten. Op 13 april 2007 bepaalde de Hoge Raad van Nederland dat alle huwelijken voltrokken in Nederland moeten worden erkend op al het Nederlandse grondgebied.
In april 2015 besloten afgevaardigden van alle vier de landen van het Koninkrijk der Nederlanden (Nederland, Aruba, Curaçao en Sint Maarten) dat homoseksuele stellen gelijke rechten krijgen in het gehele koninkrijk. In dezelfde maand werd een wetsvoorstel voor geregistreerd partnerschap ingediend bij het parlement.
Op 22 augustus 2016 werd een wetsvoorstel geïntroduceerd om geregistreerd partnerschap te legaliseren voor homoseksuele stellen. Dit wetsvoorstel werd aangedragen door Desirée de Sousa-Croes, een openlijk lesbisch parlementslid, die in Nederland was getrouwd met haar vrouw. De stemming voor het voorstel werd echter uitgesteld tot 8 september in hetzelfde jaar om enkele parlementsleden meer bedenktijd te geven. Op 8 september 2016 stemde het Arubaanse parlement met 11-5 voor de legaliseren van geregistreerd partnerschap voor homoseksuelen. Op 10 oktober 2016 werd het voorstel wet, geregistreerd partnerschap is sindsdien open voor hetero- en homoseksuele stellen.

## Samenvatting
| Legaliteit homoseksuele activiteit                    | Yes                                               |
| Seksuele meerderjarigheid op dezelfde leeftijd        | Yes                                               |
| Antidiscriminatiewetten in werking                    | No                                                |
| Antidiscriminatiewetten in goederen en services       | No                                                |
| Antidiscriminatiewetten op andere gebieden            | No                                                |
| Homohuwelijk                                          | / (Alleen erkend wanneer voltrokken in Nederland) |
| Geregistreerd partnerschap                            | / (Nog niet in werking getreden)                  |
| Stiefkindadoptie door homoseksueel stel               | No                                                |
| Gedeelde adoptie door homoseksueel stel               | No                                                |
| Lhbt-personen mogen dienen in het leger               | (Nederland is verantwoordelijk voor defensie)     |
| Recht tot het wettelijk veranderen van het geslacht   | No                                                |
| Kunstmatige inseminatie voor lesbische vrouwen        | No                                                |
| Commercieel draagmoederschap voor homoseksuele mannen | (Dit is ook illegaal voor heteroseksuele stellen) |
| MSM zijn toegestaan bloed te doneren                  |                                                   |